# Emil Albes
Emil Albes, all'anagrafe Friedrich Emil Albes (Pyrmont, 30 ottobre 1861 – Berlino, 22 aprile 1923), è stato un attore e regista tedesco teatrale e cinematografico.

## Biografia
Figlio di un cantante lirico, iniziò a recitare a vent'anni a Elbing. Come regista teatrale, fece il suo debutto nel 1891 a Gottinga e, nel 1898, divenne regista al Central-Theater di Berlino. Proseguì la sua carriera lavorando anche per il cinema, dove debuttò nel 1911. Oltre a dirigere film (si contano in oltre trenta le sue regie cinematografiche), girò anche circa una cinquantina di pellicole nelle vesti sia si protagonista che di caratterista. Nei suoi primi film, fu partner della grande attrice danese Asta Nielsen.

## Filmografia

### Attore
- Mensch, bezahle deine Schulden - Humoreske mit Kameratricks, regia di Emil Albes (1911)
- Nachtfalter, regia di Urban Gad (1911)
- Il sogno nero (Den sorte drøm), regia di Urban Gad (1911)
- In dem großen Augenblick, regia di Urban Gad (1911)
- Zigeunerblut, regia di Urban Gad (1911)
- Die Verräterin, regia di Urban Gad (1911)
- Sklave der Liebe, regia di Emil Albes (1912)
- Die Macht des Goldes, regia di Urban Gad (1912)
- Die arme Jenny, regia di Urban Gad (1912)
- Zu Tode gehetzt regia di Urban Gad (1912)
- Der Totentanz regia di Urban Gad (1912)
- Das Geheimnis von Monte Carlo, regia di Emil Albes (1912)
- Die Revolutions-Hochzeit, regia di Emil Albes (1912)
- Wenn die Maske fällt, regia di Urban Gad (1912)
- Gescheitert, regia di Emil Albes (1912)
- Die rote Jule, regia di Emil Albes (1912)
- Komödianten, regia di Urban Gad (1913)
- Die Sünden der Väter, regia di Urban Gad (1913)
- Joly, regia di Emil Albes (1913)
- Das schwarze Los, regia di John Gottowt (1913)
- Die Augen des Ole Brandis, regia di Stellan Rye (1913)
- L'erede al trono (Der Thronfolger), regia di Emil Albes (1913)
- Bedingung - Kein Anhang!, regia di Stellan Rye (1914)
- Der Sängerkrieg im Löwenkäfig, regia di Emil Albes (1914)
- Die Grenzwacht im Osten, regia di Emil Albes (1914)
- Fluch der Schönheit, regia di Erich Zeiske (1915)
- O, du mein Österreich, regia di Emil Albes (1915)
- Die Rache des Blutes, regia di Emil Albes (1915)
- Der Pfad der Sünde, regia di Robert Reinert (1915)
- Das Spitzentuch der Fürstin Wolkowska, regia di Josef Stein, Robert Reinert (1917)
- Der Weg, der zur Verdammnis führt, 1.Teil - Das Schicksal der Aenne Wolter, regia di Otto Rippert (1918)
- Fesseln, regia di Hubert Moest (1918)
- Das Mädchen aus der Opiumhöhle, regia di Hubert Moest (1918)
- ...um eine Stunde Glück, regia di Hubert Moest (1918)
- Morphium, regia di Bruno Ziener (1919)
- Der Weg, der zur Verdammnis führt, 2.Teil - Hyänen der Lust, regia di Otto Rippert (1919)
- Veritas vincit, regia di Joe May (1919)
- Das Tor der Freiheit, regia di Walter Schmidthässler (1919)
- Das Geheimnis der goldenen Kapsel, regia di Bruno Ziener (1920)
- Eine weisse unter Kannibalen, regia di Hans Schomburgk (1921)
- Pariserinnen, regia di Léo Lasko (1921)
- Der schwarze Montag, regia di Robert A. Dietrich (1922)
- Tingeltangel, regia di Otto Rippert (1922)
- Sie und die Drei, regia di Ewald André Dupont (1922)
- Marie Antoinette - Das Leben einer Königin
- Bigamie, regia di Rudolf Walther-Fein (1922)
- Die Sonne von St. Moritz, regia di Hubert Moest e Friedrich Weissenberg (1923)
- Dudu, ein Menschenschicksal, regia di Rudolf Meinert (1924)

### Regista
- Mensch, bezahle deine Schulden - Humoreske mit Kameratricks - cortometraggio (1911)
- Der Sieg des Hosenrocks - cortometraggio (1911)
- Sündige Liebe (1911)
- Otto Reutter will Schauspieler werden (1912)
- Sklave der Liebe - cortometraggio (1912)
- Das Geheimnis von Monte Carlo (1912)
- Die Revolutions-Hochzeit (1912)
- Gescheitert (1912)
- Tracce di carta (Die Papierspur) (1912)
- Die rote Jule (1912)
- Kasperl-Lotte (1913)
- Das Töpfchen (1913)
- Joly (1913)
- L'erede al trono (Der Thronfolger) (1913)
- Eine Nacht im Mädchenpensionat (1914)
- Der Sängerkrieg im Löwenkäfig (1914)
- Kein schön'rer Tod (1914)
- Die Grenzwacht im Osten (1914)
- Der andere Student von Prag (1914)
- O, du mein Österreich
- Die Rache des Blutes (1915)
- Adam, wo bist Du? (1915)
- Die verflixte Liebe
- Das Licht in der Nacht (1917)
- Harry wird Millionär (1918)
- Herbstzauber (1918)
- Hoppla, Herr Lehrer (1920)
- Leute ohne Kinder (1920)
- Alarmtopf (1920)
- Der Liebeskorridor, regia di Urban Gad - Albes, non accreditato (1921)
- Die Dame im Koffer (1921)
- Trick-Track (1921)

### Assistente regista
- Das schwarze Los, regia di John Gottowt (1913)